# Aerin
Aerin je izmišljen lik iz Tolkienove mitologije, serije knjig o Srednjem svetu britanskega pisatelja J. R. R. Tolkiena.
Je ženska, po poreklu iz človeške rase, daljna sorodnica Húrina Thaliona. Poročena je bila z vzhodarjem Broddo (proti svoji volji), potem ko je le-ta zavzel Hithlum. Po Bitki neštetih solza je Aerin skrivaj pomagala Húrinovi ženi Morwen.